# Domenico Mona
Pour les articles homonymes, voir Mona.
Domenico Mona (Moni ou encore Monio) (né en 1550 à Ferrare, dans l'actuelle région d'Émilie-Romagne, alors dans les États pontificaux et mort en  1602) est un peintre italien baroque de l'école de Ferrare, actif au XVIe siècle.

## Biographie
Domenico Mona a eu Jacopo Bambini comme élève.
C'était un homme fantasque ayant mené une vie extrêmement agitée. Il a été moine, prêtre, philosophe, médecin et enfin peintre.
Dans un accès de colère il tua un courtisan du cardinal Aldobrandini et dut se réfugier à Modène et à Parme où il termina sa carrière.
Rarement un peintre eut un talent plus inégal. À une riche imagination, une érudition rare, un coloris plus riche que vrai, il joignait une grande habileté d'exécution, et pourtant à côté de tableaux d'une beauté frappante, il en a laissé d'autres que même ses élèves les plus médiocres ne voulaient signer. Son élève Jacopo Bambini eut tellement honte qu'il les retoucha afin de sauver l'honneur de son maître.

## Œuvres
- Pietà.
- Nativité de la Vierge et de Jésus Christ, (église de Santa Maria in Vado à Ferrare).
- La Descente de la Croix, La Résurrection, L'Ascension, (église Saint-François, Ferrare).
- L'Adoration des mages, La Conversion, La Décollation de saint Paul, (église Saint-Paul).
- Sur la voûte, un médaillon représentant Saint Paul montant au ciel, (église Saint-Paul).
- "Eros et Anteros", (Musée Fesch)

## Sources
- Nouvelle biographie générale depuis les temps les plus reculés jusqu'à nos jours, Firmin Didot Frères, tome XXXV, an 1856